# Піщів
Піщі́в — село в Україні, центр Піщівської сільської громади Звягельського району Житомирської області. Населення становить 799 осіб.

## Історія
Радянська енциклопедія «Історія міст і сіл Української РСР» зазначає, що село (на теперішній території) засноване у 1650 році. Існує версія, що зробили це ті, хто залишився в живих після епідемії чуми, яка приблизно у цей період лютувала на Волині. Напевне, до цього поселення знаходилося в лісі (є там нині урочище Тримайлівка, урочище Мерці).
Відомо, що село входило до володінь князів Корецьких і Чорторийських: Ян-Кароль, староста кременецький і снятинський, підкоморій краківський, став іменуватися родоначальником лінії молодшої Чорторийських, «князем на Клевані, Корці і Олексинцях». Було у нього семеро дітей, з яких син, Юзеф, князь «на Клевані, Жукові, Корці і Олексинцях», мав сина Станіслава (Костку). Діти Костки, ловчого коронного, князя «на Корці, Олексинцях і Кальварії Зебжидовській» — Казимир, Юзеф і Констанція. І ось цей Юзеф, він же Юзеф-Клеменс Чорторийський, князь корецький, згодом став батьком п'яти чудових дочок, одна з яких, Климентина (1780—1852), стала дружиною славутського князя-красеня Євстафія Сангушка (1768—1844). Її придане становило дев'ять фільварків (переважно Піщівський ключ: Піщів, Жеребилівка, Сторожів, Старий Майдан, Кам'янка, Кобиля, Суховоля, Шитня, Повчино, Дідовичі, Тожир, Молодьків Осичний, Молодьків Пустий, Груд, Пилиповичі, Княжа, Мужиловичі і містечко Ярунь.
У 1838 році Євстафій Сангушко за дарчою від 16 липня передав своїй внучці Марії-Клементині-Анні-Богдані Романівні Сангушко 34 фільварки. І ще 9 (в тому числі і Піщів) — дісталися Марії від баби княгині Клементини Йосипівни Сангушко за дарчою від 9 вересня 1847 р. У «Военно-статистическом обозрении Российской империи» подано інформацію, що Марія Романівна посідає «первое место» серед поміщиків Волині, які «стоят выше других, наиболее помогают развитию тут мануфактурной промышленности». У 1859 р. Марія Романівна Сангушко вийшла заміж за графа Альфреда Потоцького. Діти — Роман, Юлія і Йозеф Миколай Потоцький.
Потоцькі не жили у маєтку (нині приміщення церкви) на території села. За архівними даними кінця ХІХ століття маєток був зданий в оренду євреєві.В іншому приміщенні жив управитель, який узгоджував усі спірні питання з селянами. Відомо про судовий позов графині (від 30 грудня 1863 року) до колезького регістратора Михаїла Гідовського, обвинуваченого в неправильному поясненні селянам Височайшого Маніфесту про звільнення селян від кріпацької залежності, що викликало чутки між селянами, що не варто сплачувати оброк та відбувати повинність. В обласному архіві зберігається «Викупний акт селян с. Піщів на викуп землі у поміщиці Марії Романівни Потоцької (22 вересня 1865-07 липня 1869 років)», в якому визначено розмір оброку при переході на викупні платежі.
Після смерті А. Потоцького на початку 90-х років промислова та земельна власність у вигляді Антонінського маєтку, Шепетівки, Корця на Волині (загалом близько 63 тис. гектарів) та акцій золотих копалень у Південній Африці перейшла до його сина Йозефа Миколая, останнього нащадка волинської гілки Потоцьких. Землеволодіння графа були розділені на 4 самостійні адміністративні одиниці: Шепетівський маєток (14212 дес.), Антонінський (12480 дес.), Смолдирівський (13800 дес.), Піщівський (19249 дес.).
Граф Юзеф Миколай Потоцький (Józef Mikołaj Ksawery hrabia Potocki herby Pilawa (Srebrna), 9.9.1862 — 25.8.1922), син Альфреда Юзефа, був особою вкрай діяльною і цікавою. Знаменитий мисливець, мандрівник, конезаводчик, політичний діяч, підприємець, меценат і багато що інше. Народився він у Львові, який тоді належав Австро-Угорщині. Спочатку вчився вдома, потім вивчав право у Львівському університеті. Основні володіння сім'ї були на території Російської імперії, тому він переїхав сюди, в 1885 році отримав російське підданство і в 1886 році отримав придворний чин. Заволодівши спадковими землями, Йосип Альфредович розвинув велику діяльність: він будував заводи, вводив передові методи роботи в сільському, лісовому і рибному господарствах, будував дороги. Усе робилося щоб підвищити продуктивність праці і ефективність підприємств. Наприклад, в сільському господарстві він містив власні селекційні станції, особливо в області розведення цукрового буряка, отримані там культури сіялися на його полях і перероблялися на побудованих ним же заводах — цукрових, винокурних, пивоварних. Займався меліорацією. Так само у нього були свої маслоробні, млини, займався він і бджільництвом. Утримував власні ставки, в яких активно розводилася риба. Його конезаводи розводили робочих і скакових — англійських і арабських коней, а також волів.
Його успіхи в області сільського господарства здобули йому громадське визнання — з 1896 по 1901 був віце-президентом Сільськогосподарського товариства Києва. Там же, в Києві, він був віце-президентом скакового товариства. У кінці XIX століття Йосип Альфредович,  захоплюючись полюванням і подорожами, вчинив ряд екзотичних поїздок — побував на Нілі, в Сомалі, Судані, в Індії, на Цейлоні, звідусіль привозив мисливські трофеї. Свої подорожі він описав в книгах, які видав. На території теперішніх Пилиповицьких та Піщівських лісництв в кінці ХІХ ст. в урочищі Берестянка графом Потоцьким був створений дендрологічний парк Пилява, площею 2500 гектарів. Там водилися зубри, бізони, лосі, олені, козулі, лані, кабани… Росли багато деревних та чагарникових порід, в тому числі і екзотичних. Серед них — бук європейський, явір, різноманітні види дуба, клен цукровий, червоний та сріблястий, айлант, срібляста та колюча ялини та інші екзотичні рослини.
Сьогодні дендропарк «Пилява» займає площу 6,3га і на площі 0,5га розміщена ділянка модрини європейської, вік якої понад 110 років.
Пам'ятник останньому зубру, встановлений в кварталі № 52 Піщівського лісництва в урочищі Мечет, виготовлений із цільного каменю. Якщо уважно придивитись, збоку він має форму серця. Одна сторона пам'ятника відшліфована, на ній зроблено надпис про те, що в парк Пилява при графі Юзефові Потоцькому завезено із Біловезької Пущі зубрів. Головний мисливствознавець ДП Новоград-Волинського дослідного лісомисгоспі В. Демчук розповідав, що зубр був на цьому місці застрелений американцем містером Валер Віденом у 1908 р. У верхній частині каменя було закріплено голову зубра вилиту із бронзи (була вкрадена, зараз відновлюють). У самій голові було влаштовано мембрану і коли метал впродовж світлового дня нагрівався, то вночі, внаслідок охолодження, коливання мембрани спричиняли звуки, які нагадували рев звіра.
В урочищі Кам'яна гірка (нині квадрат № 104 Піщівського лісництва) ще в XIX ст. за життя графа Йозефа Потоцького, було споруджено палац, де зупинялися для відпочинку мисливці із числа високопосадовців Російської імперії, Європи, Америки. Сьогодні для проживання мисливців в лісовому господарстві є будинок мисливця. Він розташований в кварталі № 92 Піщівського лісництва (урочище Тримайлівка) на відстані 2 км від села Піщів. Будинок цегляний, двохповерховий, розміром 10-15 метрів, всередині оббитий деревоматеріалом, опалення — водяне, холодна вода підведена автономно від колодязя, гаряча вода для душової та кухні нагрівається електронагрівачем. Поруч з будинком мисливця — огороджений металевою сіткою вольєр площею 30,0 га. У вольєрі знаходяться дикі кабани. До послуг мисливців також є мисливські собаки. Для прихильників рибалки біля будинку мисливця є ставок площею 5,0 га. Граф Й. Потоцький був останнім володарем села, яке було його власністю до 1917 р. Більш детальну інформацію про село знаходимо в історико-статистичному описі церковних приходів Волинської єпархії, укладеному М.І Теодоровичем (Почаїв, 1888 року). Там записано, що село належить до Піщівської волості Новоград-Волинського повіту (від Житомира -110 верст, від повіту- 20, від поштової станції Дідовичі — 4 версти, від ближньої залізничної дороги станції Славута — 50 верст).
У 1906 році село Піщівської волості Новоград-Волинського повіту Волинської губернії. Відстань від повітового міста 20 верст. Дворів 123, мешканців 841.

## Населення

### Мова
Розподіл населення за рідною мовою за даними перепису 2001 року:
| Мова       | Кількість | Відсоток |
| ---------- | --------- | -------- |
| українська | 797       | 99.75%   |
| російська  | 2         | 0.25%    |
| Усього     | 799       | 100%     |

## Релігія
В селі була церква во ім'я Різдва Пресвятої Богородиці, побудована із матеріалів розібраного римо-католицького костелу, купленого в Новограді-Волинському за 300 злотих (45 карбованців) на кошти прихожан. У 1878 була пофарбована і відремонтована, ще й добудували дерев'яну дзвіницю. Метричні книги зберігалися з 1826 року. В 30-х роках ХХ ст. була розграбована й зруйнована більшовиками.

## З історії школи
В описі Теодоровича записані й перші дані про освіту у селі. На території села утримувалося народне грамотно-ремісниче училище на відсотки від капіталу у 5 тисяч рублів, пожертвуваними на відкриття училища колезьким асесором Іваном Андрійовичем Чечетом. На той час там навчалося 50 учнів. Учитель, який закінчив педагогічні курси в Одесі, отримував жалування в 350 рублів на рік (вчитель Закону Божого — 100 рублів). Благоустроєм училища опікувалася попечительська рада з 6 чоловік (грошових внесків та пожертв не робили). У 1909 році (за статистичним описом «Школьная сеть Волынской губернии») у Піщівській однокласній школі навчалося 76 учнів (в селі був 921 житель). Школа підвідомча училищним радам. Проектувалася двокласна школа на 124 учні та 3 вчителі для жителів с. Піщів, урочища Тремайловка, села Жеребилівка та села Дуплинки.
За даними 1910 року в селі Дуплинки було відкрито однокласну школу (училище). В Піщеві працювала вже двокласна школа (училище), законовчителем у ній був священик Іоанн Володимирович Янкевич, псаломщик Олександр Федорович Радковський викладав співи. З шкільного капіталу на притч церковний виділялося щорічно 48 рублів. У 1924—1925 роках (за статистичним описом «Сітка шкіл зі штатом робітників та джерелами утримання по Піщівському району») в селі діяла семирічна українська школа, в якій нараховувалося 8 працівників.
1937 року Піщівська школа із семирічної трудової школи стала десятирічною середньою школою. Під час війни навчання тимчасово було призупинене, оскільки нове дерев'яне приміщення було пошкоджене снарядом, згодом розібране жителями села, «щоб не спалили німці».
В повоєнний період школа прийняла в свої стіни 536 учнів, було сформовано 17 навчальних класів. Навчання проходило в дві зміни у двох пристосованих приміщеннях (колишня прикордонна комендатура та будинок поміщицького управителя), останнє збереглося і до сьогодні, а в бібліотеці на одного учня припадало лише по одній книжці. У 1950-х роках під школу було відремонтоване приміщення військового шпиталю, де навчалися учні середньої та старшої ланки (в ньому діти вчаться і до сьогодні). На місці колишнього пустиря в 1950-х роках було посаджено сад, який радує нас і сьогодні. В школі існувало своє господарство (коні, кролі). Кожен клас мав свої земельні ділянки, на яких проводили досліди з вирощування овочів.
Велика увага приділялася фізичному вихованню школярів: сильна волейбольна, баскетбольна команди, які займали неодноразово призові місця на районних та обласних змаганнях. Крім того, школа мала І-і місця в районних змаганнях з лижного, велосипедного спорту, стрільби, шахів, у воєнізованих змаганнях. В 60-х роках в школі працювала велика кількість гуртків: літературно-драматичний, математичний, фізичний, хімічний, технічний. Було організовано хор, в якому було більше ста учасників. Хором керував колишній директор школи Прокопчук Олександр Васильович.
Виробнича бригада учнів Піщівської школи була однією з найкращих у районі. Вона обробляла цукрові буряки місцевого колгоспу на площі 50 га та доглядала за групою корів. Школа була трудовою політехнічною, а тому вона мала свої трактори, чотирьох майстрів виробничого навчання. У 1980-х роках були добудовані виробничі класи, пізніше нова їдальня та виробнича майстерня з двох класів. У 2006 було зроблено капітальний ремонт даху приміщення основної школи, замінено дерев'яні вікна на пластикові за сприяння Голови Верховної ради Володимира Литвина (2012 р.). Аварійне приміщення початкової школи в колишньому домі графського управителя було закрите, під класи зусиллями школи та батьків переобладнано військовий кабінет та виробничі класи (2005, 2013). Школа отримала комп'ютерний кабінет (2004 р, 2007), проектор (2011) та підключення до мережі Інтернет. У 2008 році створено шкільний сайт.
Ø Перші дні липня 1941 року — чорна сторінка в історії села Піщів, яке було окуповане військами нацистської Німеччини.
Ø За часи німецької окупації у Ярунському районі (до якого на той час входив Піщів) загинуло 788 осіб, було розстріляно 740, закатовано 10, загинуло під бомбами і снарядами — 14, загинуло військовополонених — 22 чоловіки. Ø З Піщева в лави радянської армії пішло 317 жителів. Ø В партизанських загонах «За перемогу», ім. Щорса боролися 48 чоловік.
Ø В боях віддали своє життя 87 чоловік, серед них майже третина — молодь до 20 років. Ø Орденами й медалями нагороджено 107 воїнів.
Ø На примусові роботи до Німеччини було вивезено 107 жителів села.
Ø На хуторі Пікель, поблизу с. Суховоля, був концтабір, у якому гітлерівці знищили понад три сотні радянських активістів, яких звозили з навколишніх сіл. Нині там пам'ятник загиблим в'язням.
Ø В січні 1944 року військами 1-го Українського фронту село Піщів було звільнене від нацистських загарбників.
Ø На братській могилі воїнів-визволителів села від гітлерівців, на території школи, в 1961 році було встановлено пам'ятник «Скорбящий воин с автоматом». Пам'ятник був відлитий з чавуну і покритий емаллю на Митищинському заводі «Серп и Молот» Московської області. Ø На честь загиблих односельців — обеліск Слави.

## Відомі люди
- Войтенко Володимир Миколайович (нар. 19 листопада 1959, Піщів) — український кінознавець, кінокритик, сценарист, ведучий авторської програми «Аргумент кіно». 
Після закінчення середньої школи навчався на біологічному факультеті Київського державного університету ім. Т. Г. Шевченка, потім — на кінофакультеті Київського театрального інституту ім. І. Карпенка-Карого. У 1998 році — головний редактор журналу «Кіно». Від вересня 1999 року — ведучий щотижневої авторської програми «Аргумент-КІНО» на телеканалі «1+1». За останні 22 роки опублікував понад 500 своїх статей в українських та закордонних періодичних виданнях, альманахах і фестивальних каталогах.
- Карплюк Микола Андрійович (11. 08. 1923, с. Піщів Ярун., нині Новоград-Волин. р-ну Житомир. обл.) — прозаїк, драматург. Чл. НСПУ (1958). Учасник 2-ї світ. війни. Бойові нагороди. Закін. філол. ф-т Дніпроп. ун-ту (1958), Вищі літ. курси при Літ. ін-ті в Москві (1960). Був на культ.-осв. і редакц. роботі, зокрема 1961–66 — гол. ред. худож. програм Дніпроп. обл. телебачення; 1967–68 — ред. худож. прози вид-ва «Промінь» (Дніпропетровськ). Пише переважно на теми 2-ї світ. війни та повоєн. часу. У новіт. творах також осмислює сусп.-політ. явища незалеж. України, висвітлює роль ОУН–УПА в історії.

Тв.: Осінні ночі: Повісті. Дн., 1957; В Терновій балці: Нарис. Дн., 1957; День мій — вік: Роман. К., 1965; Ганка. Осінні ночі: Повісті. Дн., 1974; Гіркий мед: Роман. Дн., 1977; 1982; 1986; День мій — вік. Ганка. К., 1979; Сніги: Роман. Дн., 1990; Лісничиха: Оповідання // Антологія прози Придніпров'я. Дн., 2005; Невиплакана сльоза: Драма // Січеслав. 2008. № 4; Зла потіха // Там само. 2009. № 4.
Л. Н. Степов